# Luis Caffarelli
Luis Ángel Caffarelli (ur. 8 grudnia 1948 w Buenos Aires) – argentyńsko-amerykański matematyk, laureat Nagrody Abela z 2023 roku.
Zajmuje się równaniami różniczkowymi cząstkowymi.

## Życiorys
W 1969 ukończył studia na Uniwersytecie w Buenos Aires, gdzie w 1972 uzyskał też stopień doktora (promotorem doktoratu był Calixto Calderón). Karierę zawodową rozpoczął na Uniwersytecie Minnesoty, następnie pracował na New York University i University of Chicago oraz w Institute for Advanced Study. Od 1997 jest profesorem Uniwersytetu Teksańskiego w Austin.
Jest autorem ok. 300 prac, z czego ponad 20 zostało opublikowanych w najbardziej prestiżowych czasopismach matematycznych świata: „Annals of Mathematics”, „Journal of the American Mathematical Society”, „Inventiones Mathematicae” i „Acta Mathematica”. Jest redaktorem m.in. „Journal of Geometric Analysis”, „Revista Matemática Iberoamericana” i „Communications in Partial Differential Equations”.
W 1983 wygłosił wykład sekcyjny, a w 2002 wykład plenarny na Międzynarodowym Kongresie Matematyków. 
Członek National Academy of Sciences, American Academy of Arts and Sciences i Real Academia de Ciencias Exactas, Físicas y Naturales (Hiszpania) oraz zagraniczny członek korespondencyjny Academia Nacional de Ciencias Exactas, Físicas y Naturales (Argentyna).
Wypromował ponad 30 doktorów, wśród jego wychowanków są m.in. Guido De Philippis i Ovidiu Savin.

## Nagrody
- 1984: Bôcher Memorial Prize,
- 2005: Nagroda Rolfa Schocka w dziedzinie matematyki,
- 2009: Nagroda Leroya Steele’a za całokształt osiągnięć,
- 2012: Nagroda Wolfa w dziedzinie matematyki,
- 2018: Nagroda Shawa w dziedzinie matematyki,
- 2023: Nagroda Abela[13][14][15][16][17][18].